# 甄占民
甄占民（1964年9月—），男，汉族，河北安国人，中国共产党及中华人民共和国官员。中共十九大代表。曾任中国社会科学院副院长。

## 生平
曾任中宣部舆情信息局局长、理论局局长，中办调研室四组组长。2015年7月，任中央党校校务委员会委员。同年8月，任中央党校校务委员会委员、教育长。2016年10月，任中央党校校务委员会委员、副校长。2017年7月，任国家教材委员会部门委员。2018年3月，任中央党校（国家行政学院）副校（院）长。2022年6月，被任命为中国社会科学院副院长，不再担任中央党校（国家行政学院）副校（院）长职务。
2025年5月29日，不再担任社科院副院长。